# Leptagrion
Leptagrion – rodzaj ważek z rodziny łątkowatych (Coenagrionidae).

## Systematyka
Do rodzaju należą następujące gatunki:

- Leptagrion aculeatum Santos, 1965
- Leptagrion acutum Santos, 1961
- Leptagrion afonsoi Machado, 2006
- Leptagrion andromache Hagen in Selys, 1876
- Leptagrion bocainense Santos, 1979
- Leptagrion capixabae Santos, 1965
- Leptagrion cyanostigma Machado, 2012
- Leptagrion dardanoi Santos, 1968
- Leptagrion dispar Selys, 1876
- Leptagrion elongatum Selys, 1876
- Leptagrion garbei Santos, 1961
- Leptagrion itabaiana Vilela, Lencioni & Santos, 2021
- Leptagrion jeromei Lencioni, Vilela & Furieri, 2021
- Leptagrion lencioninetoi Lencioni, 2017
- Leptagrion macrurum (Burmeister, 1839)
- Leptagrion perlongum Calvert, 1909
- Leptagrion porrectum Hagen in Selys, 1876
- Leptagrion siqueirai Santos, 1968
- Leptagrion vilelai Lencioni, 2022
- Leptagrion vriesianum Santos, 1978

W 2022 roku F.A.A. Lencioni przeniósł większość gatunków do nowo utworzonych przez siebie rodzajów: Fredyagrion, Nathaliagrion, Machadagrion i Kiautagrion, ale w 2024 roku Rosser Garrison i Natalia von Ellenrieder zmiany te odrzucili i zsynonimizowali te cztery rodzaje z Leptagrion.